# Vancouver Whitecaps 1975
Questa pagina raccoglie i dati riguardanti i Vancouver Whitecaps nelle competizioni ufficiali della stagione 1975.

## Stagione
I Whitecaps rimasero affidati anche per la stagione 1975 allo scozzese James Easton. Come nella stagione precedente, la rosa a sua disposizione fu costituita soprattutto con giocatori provenienti dai campionati dilettantistici della Columbia Britannica, puntellati solo da alcuni calciatori provenienti dall'Europa.
La squadra non riuscì ad ottenere risultati di rilievo, chiudendo nuovamente al quarto posto della Western Division, non accedendo ai playoff per il titolo.

## Organigramma societario
Area direttiva
- Presidente: Herb Capozzi

Area tecnica
- Allenatore: James Easton

## Rosa
| N. |                   | Ruolo | Calciatore     |
| -- | ----------------- | ----- | -------------- |
| 1  | Canada (bandiera) | P     | Peter Greco    |
| 1  | Canada (bandiera) | P     | Greg Weber     |
| 2  | Canada (bandiera) | D     | Neil Ellett    |
| 3  | Canada (bandiera) | D     | Bruce Wilson   |
| 4  | Canada (bandiera) | D     | Bob Lenarduzzi |
| 5  | Canada (bandiera) | D     | Gerry Heaney   |
| 6  | Canada (bandiera) | D     | Sam Lenarduzzi |
| 7  | Canada (bandiera) | D     | Leslie Wilson  |
| 8  | Canada (bandiera) | A     | Glen Johnson   |
| 9  | Canada (bandiera) | A     | Brian Budd     |
| 10 | Canada (bandiera) | A     | Sergio Zanatta |

| N.    |                        | Ruolo | Calciatore       |
| ----- | ---------------------- | ----- | ---------------- |
| 11    | Canada (bandiera)      | C     | Brian Gant       |
| 12/17 | Canada (bandiera)      | D     | Bruce Twamley    |
| 14    | Canada (bandiera)      | A     | Gary Thompson    |
| 15    | Canada (bandiera)      | C     | Daryl Samson     |
| 15    | Paesi Bassi (bandiera) | C     | Robert Alberts   |
| 16    | Canada (bandiera)      | A     | Bruce Miller     |
| 17    | Scozia (bandiera)      | D     | Charlie Palmer   |
| 18    | Scozia (bandiera)      | C     | Willie Stevenson |
| 18/19 | Scozia (bandiera)      | A     | Barrie Mitchell  |
|       | Inghilterra (bandiera) | D     | Peter Short      |